# Cuphophyllus fornicatus
Cuphophyllus fornicatus (Elias Magnus Fries), 1838 ex Deborah Jean Lodge, Mahajabeen Padamsee & Alfredo Vizzini, 2013) sin. Hygrocybe fornicata (Elias Magnus Fries, 11838 ex Rolf Singer, 1951), din încrengătura Basidiomycota, în familia Hygrophoraceae și de genul Hygrophorus, este o specie saprofită devenită rară de ciuperci comestibile. O denumire populară nu este cunoscută. În România, Basarabia și Bucovina de Nord trăiește în grupuri mici pe sol calcaros prin pajiști nefertilizate, parcuri și pășuni, la margini de pădure, pe lângă poteci forestiere, chiar și în păduri înierbate. Apare de la câmpie la munte din (iunie) iulie până în noiembrie.

## Taxonomie

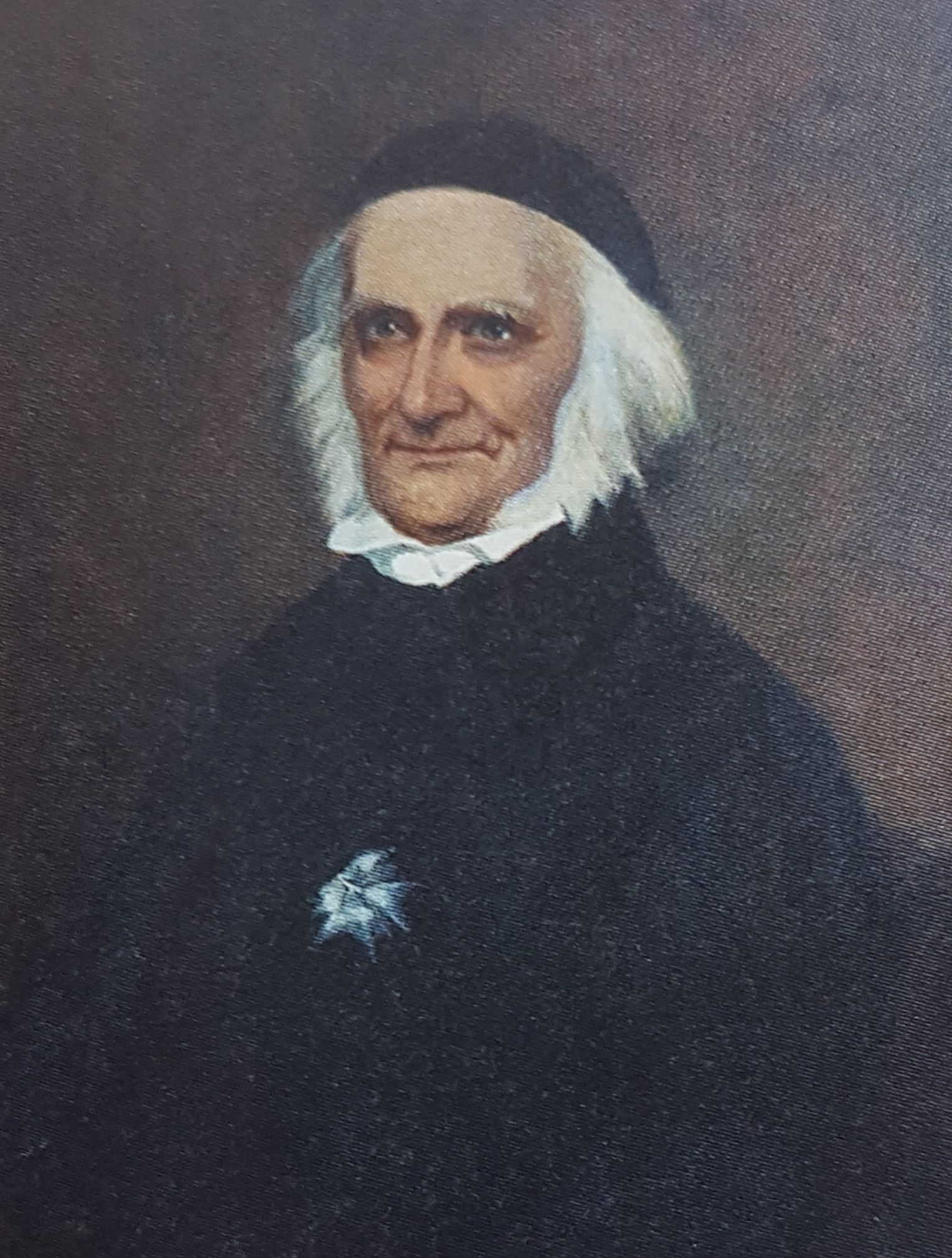
Elias M. Fries

Numele binomial Hygrophorus fornicatus a fost determinat de renumitul micolog suedez Elias Magnus Fries, în cartea sa Epicrisis systematis mycologici, seu synopsis hymenomycetum din 1838.
Apoi, în 1951, micologul german Rolf Singer, a transferat specia, identificată drept saprofită, la genul Hygrocybe sub păstrarea epitetului, de verificat în volumul 22 al jurnalului Lilloa, o modificare repede acceptă de aproape toți micologii și aparentă cu preponderență în cărți micologice până în prezent.
După ce, în 2011, cercetări moleculare bazate pe analiza cladistică a secvențelor ADN, au indicat faptul că specia este monofiletică și formează un grup natural distinct de Hygrocybe în sens strict, micologii Deborah Jean Lodge, Mahajabeen Padamsee & Alfredo Vizzini au redenumit genul ciupercii în Cuphophyllus cu același epitet, publicat în volumul 64 al jurnalului micologic Fungal Diversity din 2013. Denumirea este numele curent valabil, dar și toate sinonimele create sunt acceptate.  
Epitetul specific se trage din adjectivul latin (latină fornicatus, -a, -um=arcuit), datorită formei pălăriei.

## Descriere

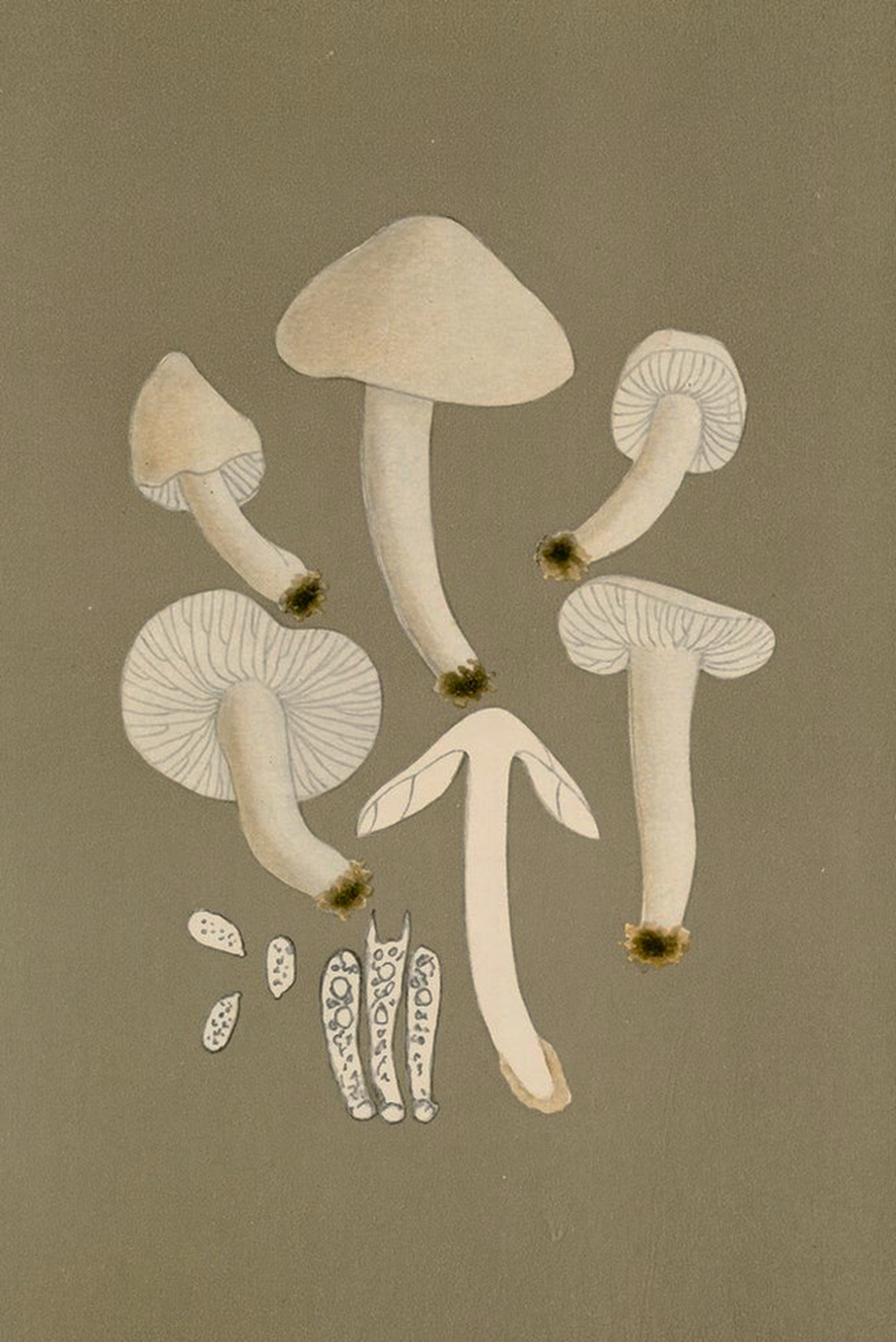
Bres.: H. fornicatus var. clivalis

- Pălăria: destul de fragilă și subțire, higrofană, cu un diametru de 2-6 (7) cm, se prezintă de la conic-campanulată până la convex mamelată, caracterizându-se prin prezența unui umbo evident. Cu avansarea în vârstă tinde să se crape radial la margine. Cuticula netedă, dar fibrilos-mătăsoasă către margine și adesea cu solzi mici în centru este preponderent uscată, însă în tinerețe și la umezeală lipicioasă, chiar și ceva unsuroasă. Coloritul poate fi cenușiu pal cenușiu-ocraceu, cenușiu-maroniu, mai deschis spre margine, dar și aproape albicios (variația Hygrophorus fornicatus var. clivalis), fiind spre margine mai deschis și în mijloc mai închis. Nu se schimbă după apăsare sau leziune.
- Lamelele: moi, destul de îndepărtate, groase, sinuoase, cu lameluțe bifurcate și intercalate, interconectate prin nervuri încrucișate mai ales spre bază, sunt adnate până la nemărginite, arcuit-decurente la picior. Coloritul este preponderent gri-albicios. Muchiile sunt netede.
- Piciorul: destul de robust de 4-9 cm lungime și  0,6-1 (1,2) cm grosime este uscat, fibrilos mătăsos, câteodată fin scămos, cilindric, uneori îndoit, în tinerețe plin, apoi împăiat și spongios. Coloritul este albicios, spre bază mai închis, maroniu. Nu prezintă un inel și nu se decolorează după rupere sau leziune.
- Carnea: destul de subțire în pălărie, mai robustă și cărnoasă în picior, are un colorit alb. Nu se decolorează după tăiere. Mirosul este în tinerețe aproape imperceptibil, apoi ceva pământos și mucegăit, gustul fiind blând, plăcut slab amărui.[3][4]
- Caracteristici microscopice: are spori hialini (translucizi), neamilozi (nu se decolorează cu reactivi de iod), netezi, cu pereți subțiri, alungit ovoidali până elipsoidali cu un apicol foarte evident, unii cu o picătură mare uleioasă în centru, având o mărime de 6,8-8,2 (9,1) × 4,6-5,3 microni. Pulberea lor este albă. Basidiile clavate, foarte zvelte, cu 4 sterigme  (uneori doar cu două) alungite fiecare, măsoară (30) 45-43 (50) x 5 (6)-6 (8) microni. GAF, un modul foto-senzorial N-terminal care adăpostește cromoforul a fost observat la baza basidiocarpului. Pileipellis este o cutis alcătuită din hife cilindrice, paralele, ușor împletite, de 3-6 µm lățime, cu destul de multe capete libere, în centru un trichoderm, cu un pigment maroniu parietal (lateral), posibil și intracelular. Sub-cuticula nu este diferențiată în mod semnificativ. Himenoforul tramei este iregular. Cistidele (celule de obicei izbitoare și sterile care pot apărea între basidii și himen, stratul fructifer) lipsesc. Conexiuni cu cleme sunt peste tot frecvente.[10][11]
- Reacții chimice: nu sunt cunoscute.

C.fornicatus, lamele și picior

## Confuzii
Specia poate fi confundată de exemplu cu Cuphophyllus colemannianus (comestibil), Cuphophyllus flavipes (comestibil), Cuphophyllus lacmus (comestibil), Hygrocybe cinerea (comestibil) + imagini[nefuncțională – arhivă]
, Hygrocybe nitrata, necomestibilă (pălărie cenușie cu tonuri măslinii, picior de aceiași culoare cu pălăria, fragil și gol pe dinăuntru, miros nitros), Gliophorus irrigatus sin. Hygrocybe irrigata (comestibil), Inocybe fibrosa, sau Mycena pura (condiționat comestibilă, ușor otrăvitoare, margine canelată, miros de ridiche).

## Specii asemănătoare în imagini

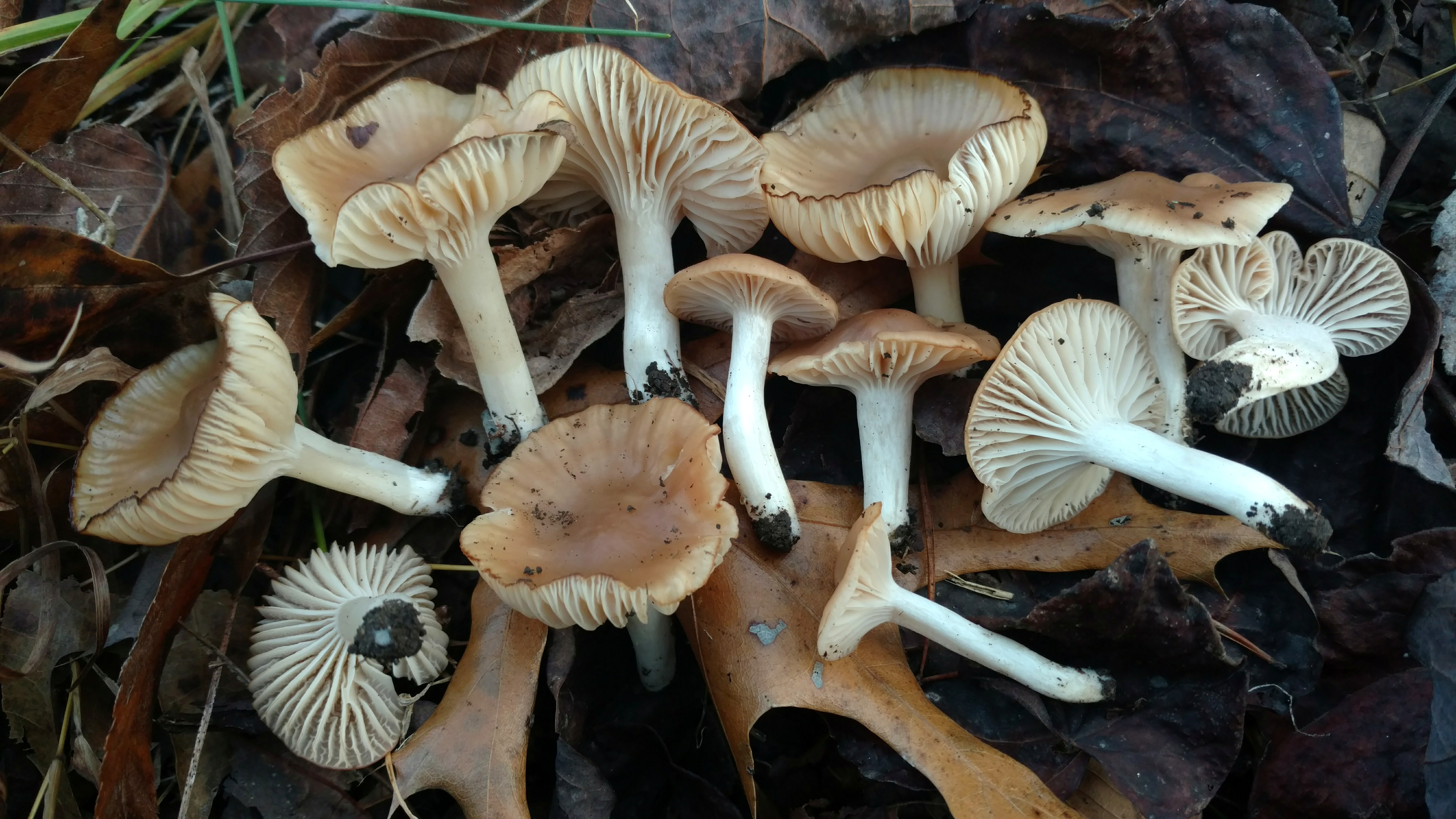
Cuphophyllus colemannianus
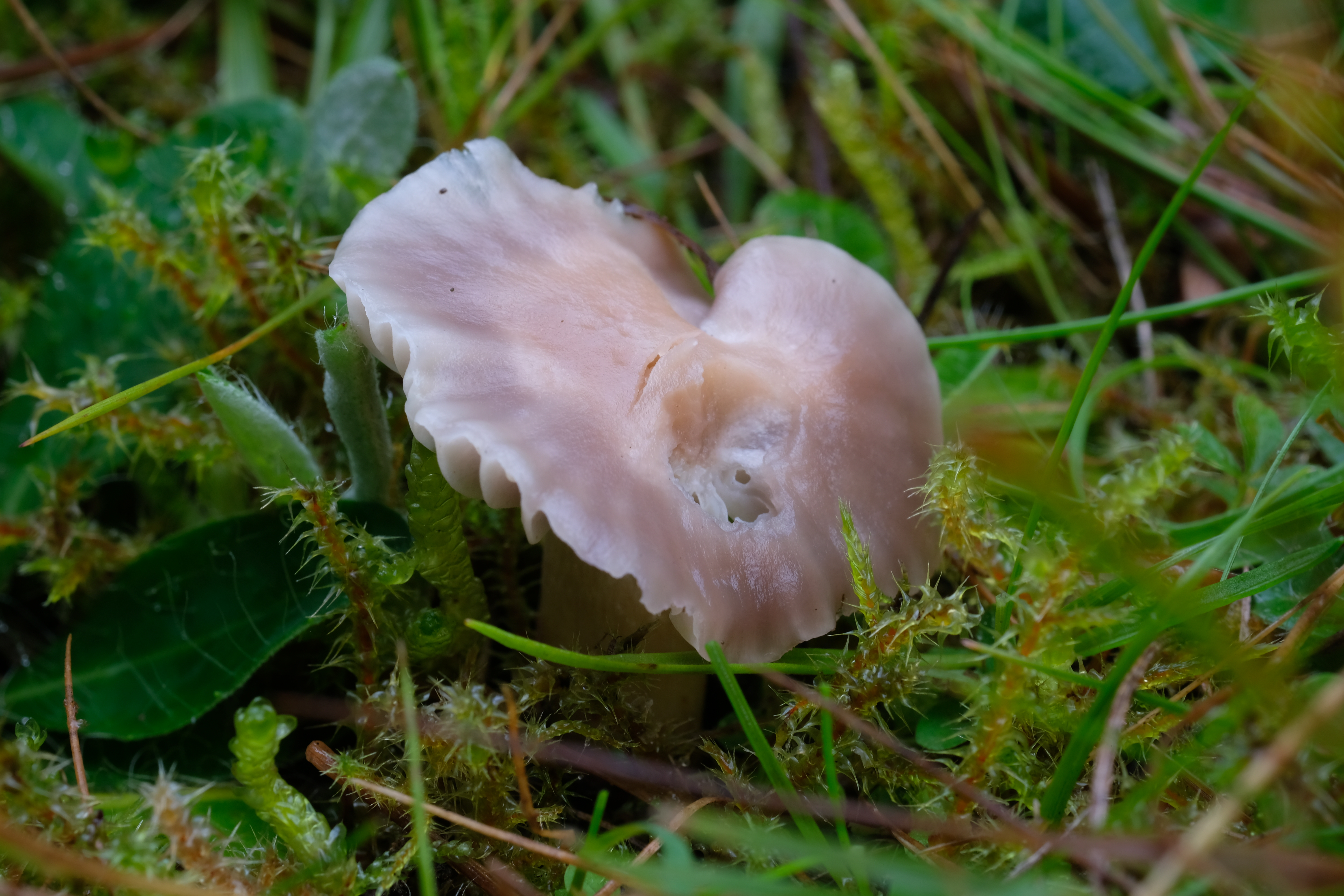
Cuphophyllus flavipes
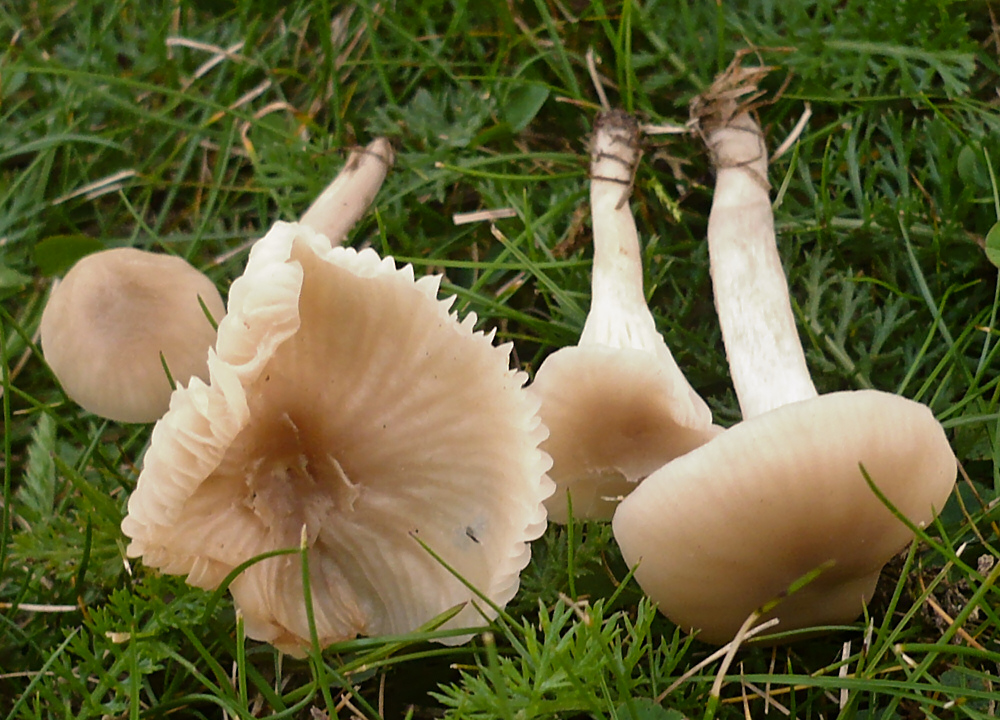
Cuphophyllus ochraceopallidus
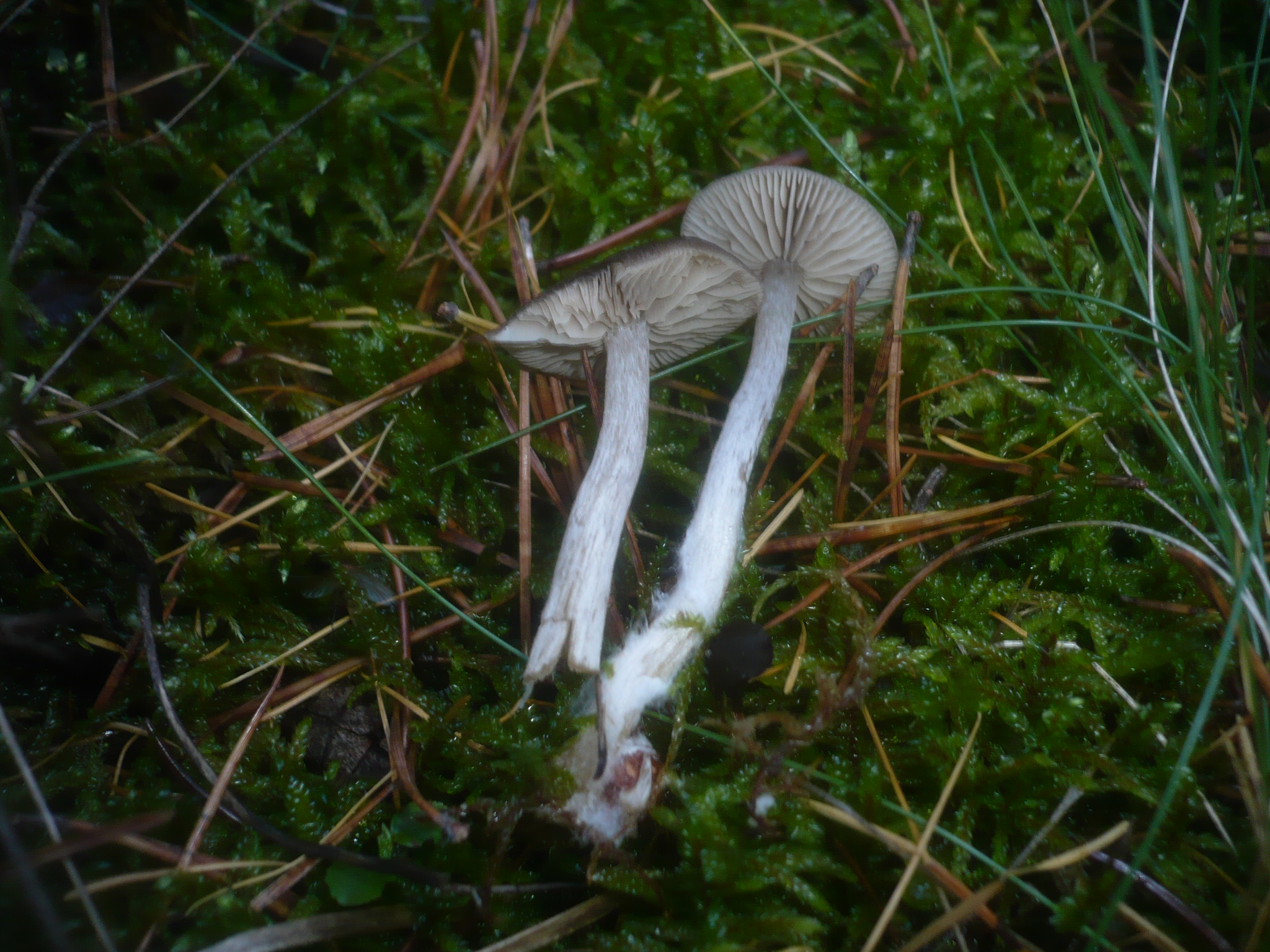
!Entoloma turbidum!
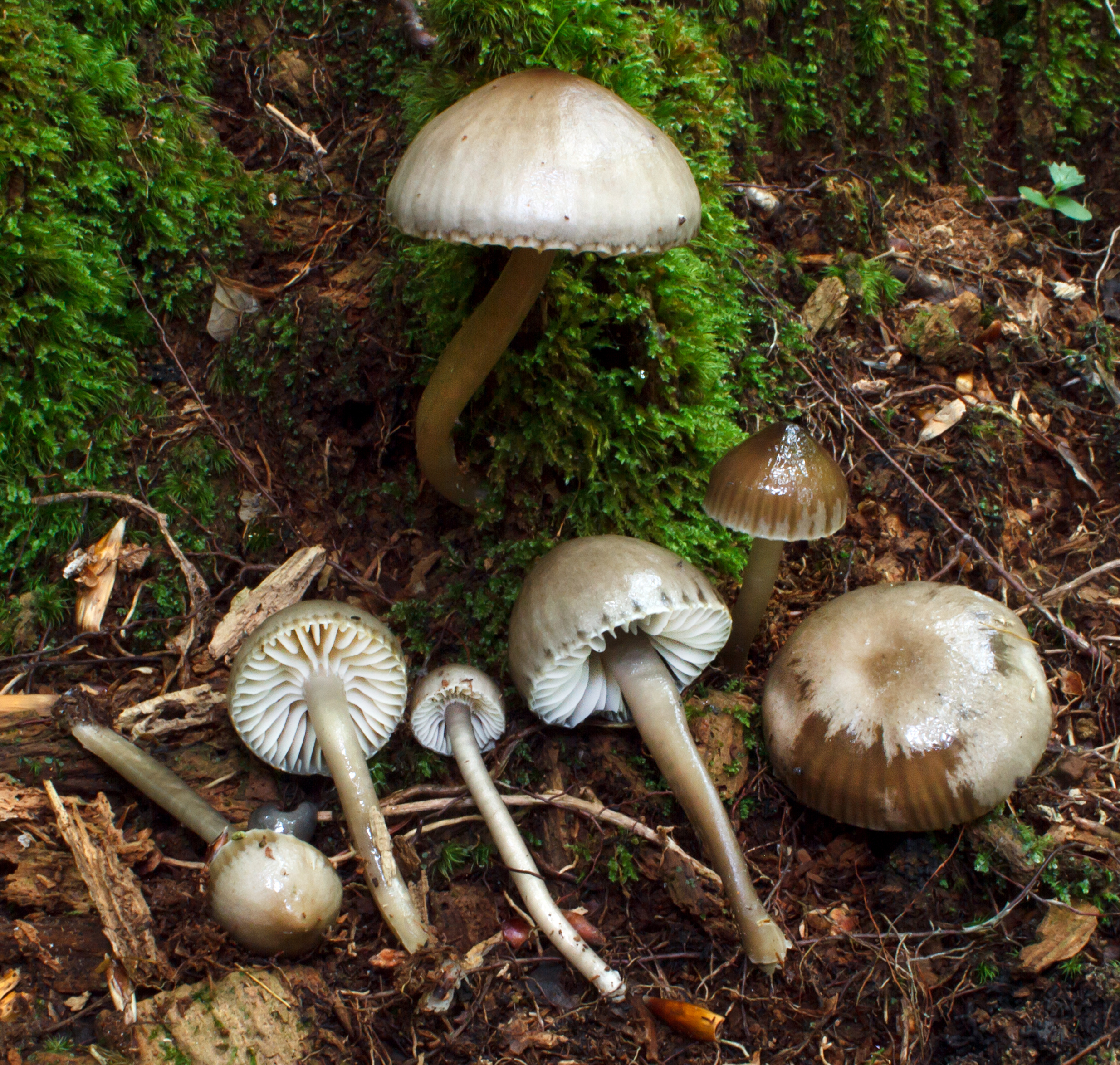
Gliophorus irrigatus sin. Hygrocybe irrigata

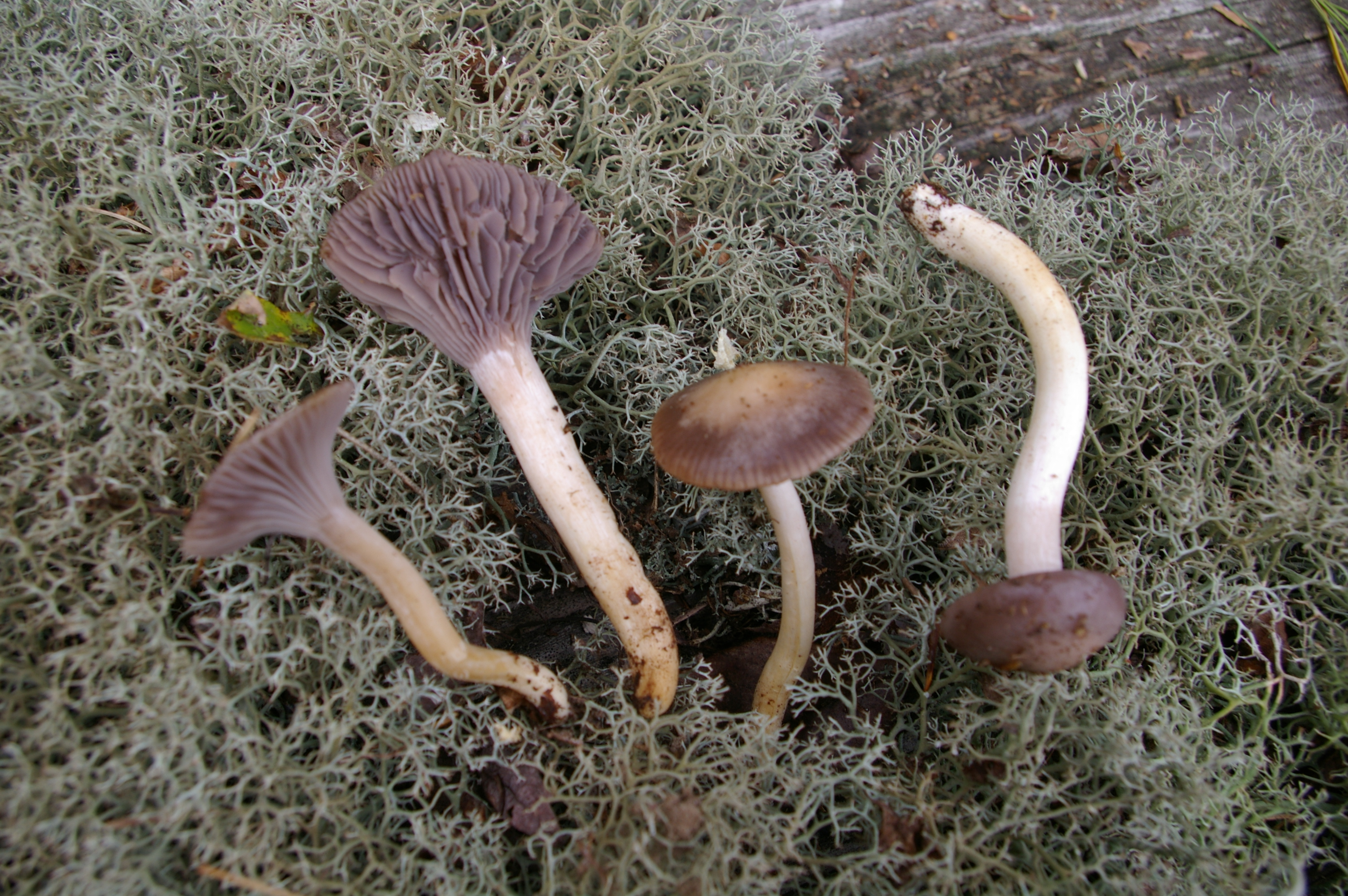
Cuphophyllus lacmus
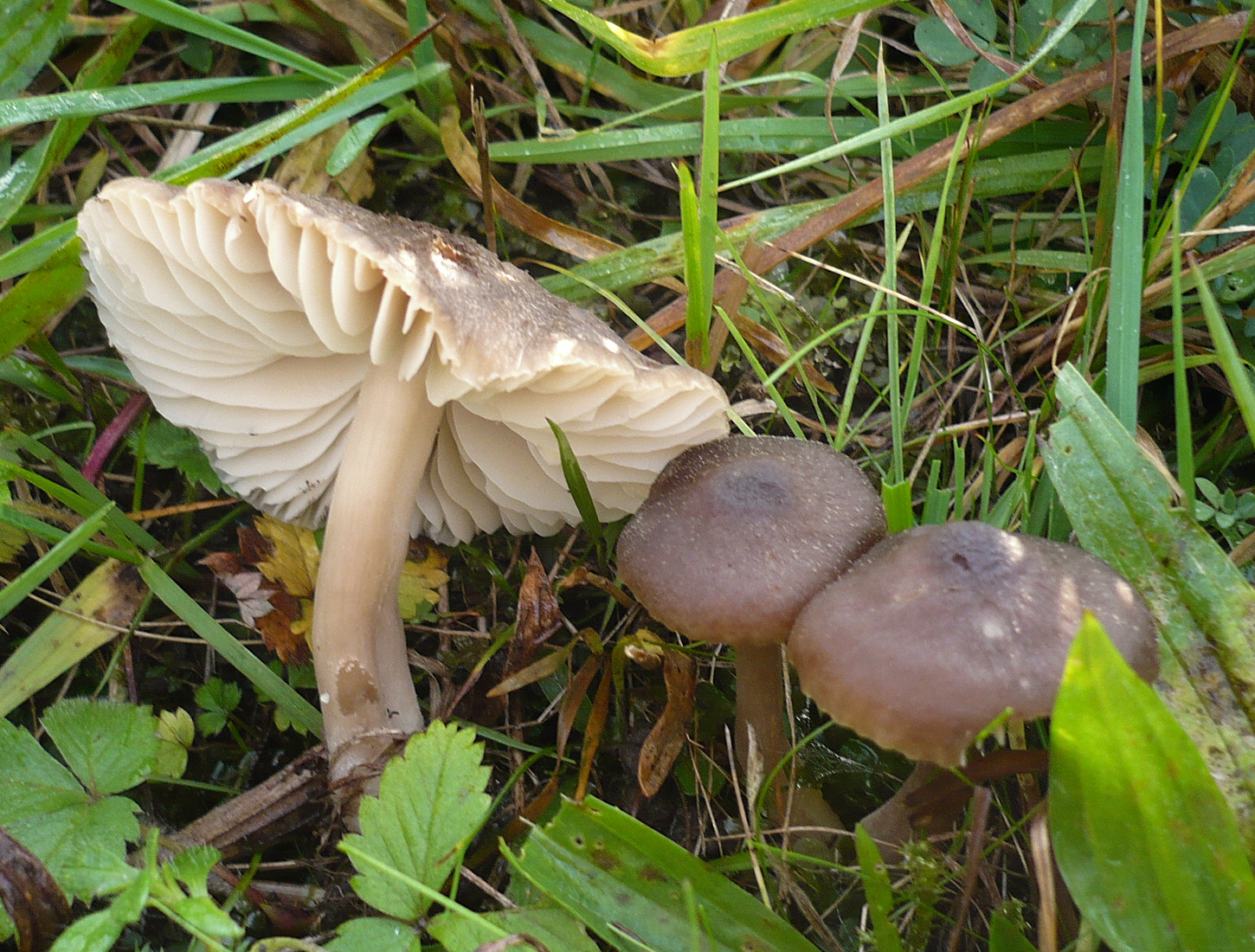
!Hygrocybe nitrata!
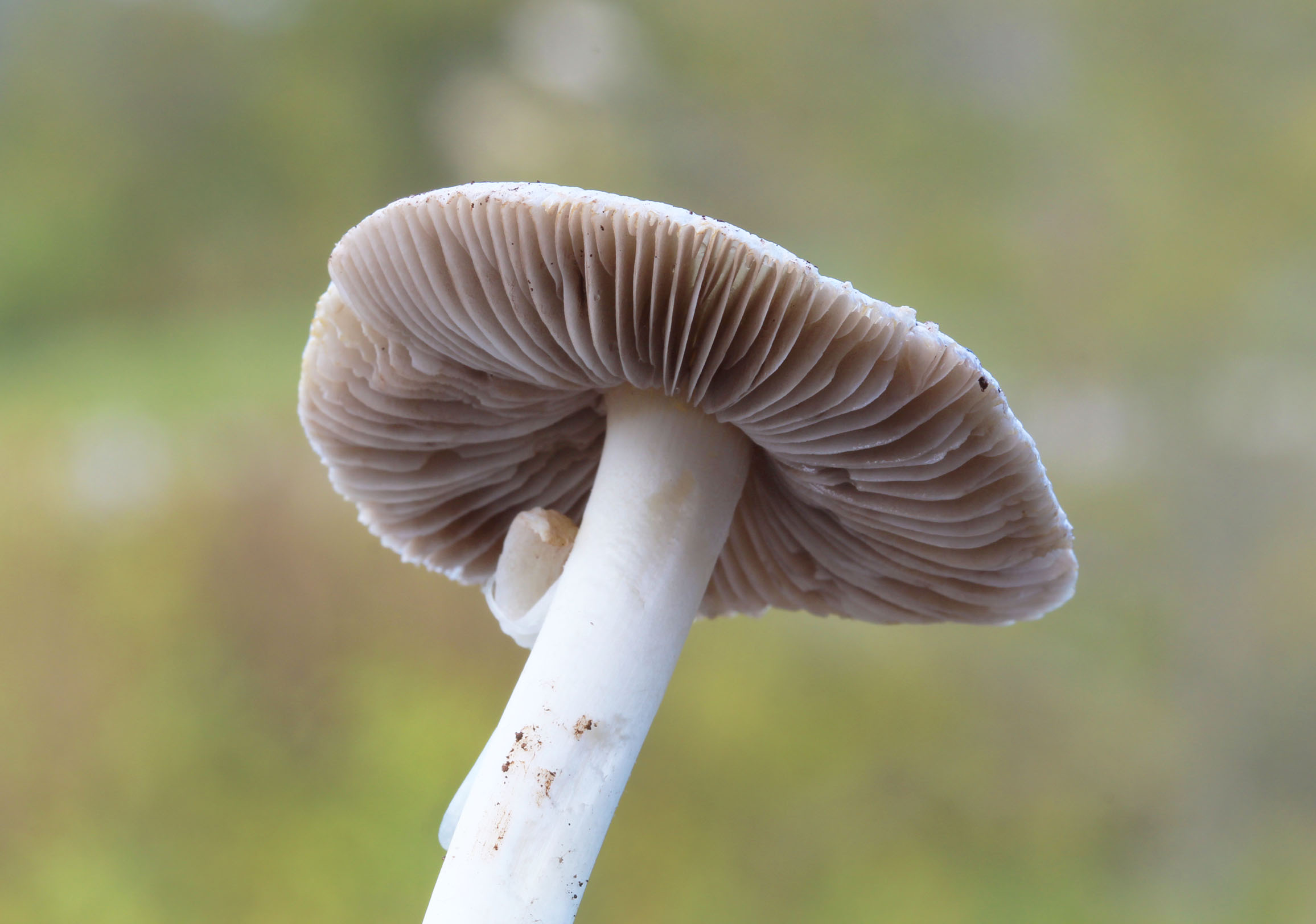
!!!Inocybe fibrosa!!!
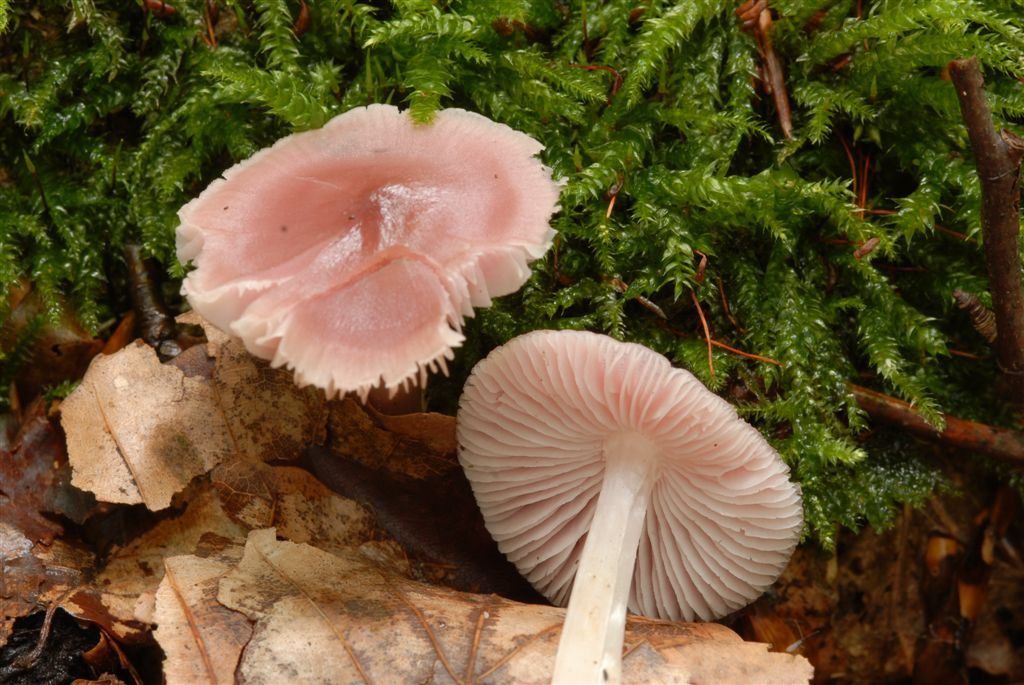
Mycena pura

## Valorificare
Această specie este de fapt comestibilă, dar, din cauza cărnii fragile precum al mirosului nu prea plăcut, de calitate foarte scăzută, nefiind de interes alimentar. În plus, datorită rarității, ar trebui fi cruțată și lăsată la loc. Specia este clasificată drept vulnerabilă în Lista roșie a IUCN în mai multe țări.